# Dichaetophora
Dichaetophora là một chi thực vật có hoa trong họ Cúc (Asteraceae).

## Loài
Chi Dichaetophora gồm các loài: